# Daydreaming (chanson)
Singles de Radiohead
Burn the witch
(2016)
Daydreaming est une chanson du groupe Radiohead. Elle est sortie le 6 mai 2016 en single et le 8 mai 2016 dans l'album A Moon Shaped Pool.

## Musique et paroles
Daydreaming est une chanson ambiante contenant un piano minimaliste, des éléments électroniques  des samples de voix et d'orchestre en fond. D'après certains, Daydreaming parle de la rupture entre le chanteur Thom Yorke et son ex-compagne, Rachel Owen avec qui il a vécu pendant 23 ans. À la fin de la chanson, la voix de Thom Yorke est renversée, ralentie et pitchée. En produisant le chemin inverse, plusieurs versions des paroles ont été trouvées : Half of my life, I've found my love ou Every minute, half of my love ; la dernière version étant la plus retrouvée.

## Clip
Le clip est réalisé par Paul Thomas Anderson et met en scène Thom Yorke. 
Dans le clip, Thom Yorke traverses des portes semblant rechercher quelque chose qui pourrait être une flamme vue à la fin du clip. 

## Promotion et distribution
Daydreaming est sorti en single le 6 mai 2016 sur le magasin en ligne du groupe, W.A.S.T.E, et sur les plateformes de streaming également le 6 mai excepté sur Spotify. Le morceau est ensuite disponible dans l'album A Moon Shaped Pool le 8 mai 2016.